# Zarrentin am Schaalsee
Zarrentin am Schaalsee település Németországban, Mecklenburg-Elő-Pomeránia tartományban. Lakosainak száma 5518 fő (2023. december 31.).

## Népesség
A település népességének változása:
| Lakosok száma | 5198 | 5228 | 5393 | 5421 | 5484 | 5518 |
|               | 2017 | 2019 | 2020 | 2021 | 2022 | 2023 |